# 奈奥普托勒姆斯
奈奥普托勒姆斯（英語：Neoptolemus）。古希腊神话男性人物之一。皮鲁士（英語：Pyrrhus）为其别名。其相关事迹反映于特洛伊战争中，亦见于古希腊作家索福克勒斯之记述。他為阿喀琉斯之子，亦成为特洛伊国王普里阿摩斯之处决者，具有重大作用与文学意义。

## 神話
特洛伊戰爭後期，希臘人在伊達山捉住赫勒諾斯，他告訴希臘人打贏這場戰爭需要三個條件：取得赫拉克勒斯的毒箭、偷走帕拉斯神像以及讓阿喀琉斯之子加入戰鬥。
奈奧普托勒姆斯是一個殘酷的戰士，特洛伊城淪陷後他殺死了普里阿摩斯、波利特斯、波呂克塞娜與阿斯提阿那克斯等人。戰爭結束後，奈奧普托勒姆斯回到希臘，成為伊庇魯斯國王。

## 扩展阅读
Chisholm, Hugh (编). .  (第11版). London: Cambridge University Press. 1911.